# Кадомский историко-краеведческий центр
Ка́домский исто́рико-краеве́дческий центр — муниципальное бюджетное учреждение культуры Кадомского района Рязанской области, расположенное в районном центре п. Кадом и с. Кочемирово.

## История музея и центра
Музей открыт в Кадоме в 1989 году. Его основателем и первым директором был учитель и краевед Дмитрий Иванович Батманов (1928—1999). В 1991 году музей получил статус народного, а в 2010 году народный краеведческий музей на основании постановления Администрации муниципального образования — Кадомский муниципальный район переименован в муниципальное бюджетное учреждение культуры «Историко-краеведческий центр» Кадомского района.
Изначально музей располагался в одной из комнат бывшего райкома комсомола, а с 1999 года по сентябрь 2016 года занимал более трёх сотен м² в здании бывшего кинотеатра «Победа» по адресу п. Кадом, ул. Ленина, д. 27. В настоящее время Историко-краеведческий центр размещается в главном здании бывшей Кадомской средней школы, построенном в центре Кадома в 1908 году для женской гимназии.
Руководители и директора
- Батманов Дмитрий Иванович (c 1989 по 1999 год)
- Батманова Любовь Николаевна (с 1999 по 2005 год)
- Мухина Лидия Михайловна (с 2005 по 2012 год)
- Алямовская Ирина Сергеевна (с 2012 по 2021 год)
- Конюхов Сергей Иванович (с 2021 года)

## Собрание музея
Коллекции включают археологические и этнографические материалы, предметы русской старины, материалы по истории Кадома. Собран богатый материал о знатных земляках Кадомского края.

## Экспозиции музея
Экспозиции музея представлены постоянными разделами:
- Археологическая коллекция
- Древнее оружие
- Кадом православный
- Герман Аляскинский — наш земляк
- Купеческая гостиная
- Кадомский вениз
- Течёт река Мокша
- Краеведы Кадома
- Зал воинской славы
- Этнографический зал

## Отделы центра

### Дом Героя Советского Союза С. Я. Батышева
Дом Героя Советского Союза С. Я. Батышева открыт для посещения в 2002 году в родовом поместье семьи Батышевых, расположенном по адресу п. Кадом, ул. Батышева, д. 39 54°32′46″ с. ш. 42°27′57″ в. д.. Академик АПН СССР (1974) и РАО (1993), доктор педагогических наук и заслуженный деятель науки Российской Федерации С. Я. Батышев вошёл в историю отечественной школы как один из основателей педагогики профессионально-технического образования. В доме воссоздана обстановка жизни семьи, представлен документальный и фотографический материал, экспонируются личные вещи С. Я. Батышева.

### Русская изба села Кочемирово
Отдел «Русская изба» в селе Кочемирово на улице Центральной 54°37′20″ с. ш. 42°35′10″ в. д. открыт в 2006 году. Он находится в деревянном доме, где представлено традиционное убранство крестьянской избы, размещены предметы домашнего обихода XVIII—XX веков — более 900 экспонатов: орудия крестьянского труда, изделия местных ремёсел, предметы домашнего быта, кухонная утварь, старинная одежда, изделия ручной вышивки, вязания и ткачества. Многие экспонаты презентуются посетителям в ходе интерактивных занятий. Вся деятельность отдела направлена на сохранение истории, культуры и традиций с. Кочемирово.
Экскурсия по музею и мероприятия: обзор экспонатов, повествование о крестьянском быте на Руси в XIX веке, традиционная русская кухня, песни, обряды, старинные игры, вязание лаптей, плетение из лозы, ватрушки из русской печи, глиняные свистульки.